# 道真コーラオ族ミャオ族自治県
道真コーラオ族ミャオ族自治県（どうしんこーらおぞくみゃおぞくじちけん）は中華人民共和国貴州省遵義市の自治県である。面積2,156平方キロ、人口32万人（2002年）。県政府は玉渓鎮にある。

## 行政区画
1街道、11鎮、2郷、1民族郷を管轄する：
- 街道：
  - 尹珍街道
- 鎮：
  - 玉渓鎮、大磏鎮、三橋鎮、陽渓鎮、洛竜鎮、河口鎮、忠信鎮、旧城鎮、隆興鎮、三江鎮、平模鎮
- 郷：
  - 桃源郷、棕坪郷
- 民族郷：
  - 上壩トゥチャ族郷

## 交通

### 道路
- 高速道路
  - 銀百高速道路